# Позитрон
Позитрон је античестица електрона: има наелектрисање +1, спин 1/2, и масу једнаку маси електрона. Када се нискоенергијски позитрон судари са нискоенергијским електроном долази до њихове анихилације при чему настају два гама фотона.
Позитрон емитују нека нестабилна језгра током радиоактивног распада. Може настати и у судару високоенергијског фотона чија је енергија већа од 2mec2 = 2×0,511 MeV = 1,022 MeV (где је me маса електрона а c брзина светлости у вакууму)са наелектрисаном честицом, рецимо атомским језгром. Овај процес се назива стварање парова јер у њему настаје пар позитрон-електрон. Постојање позитрона први је постулирао Пол Дирак 1928. године. Позитрон је експериментално детектовао Карл Андерсон 1932. године који му је и дао име. Позитрон је прва детектована честица антиматерије. Данас се позитрони рутински производе у позитрон емисионој томографији која се користи за дијагностику у медицини и у физичким лабораторијама у експериментима са електрон-позитрон сударачима.

## Историја

### Теорија
Године 1928, Пол Дирак је објавио рад у којем предлаже да електрони могу имати и позитивно и негативно наелектрисање. Овај рад је представио Диракову једначину, обједињавање квантне механике, специјалне релативности и тада нови концепт спина електрона да би објаснио Земанов ефекат. Тај рад није експлицитно предвидео нову честицу, али је дозволио да електрони имају позитивну или негативну енергију као решења. Херман Вајл је затим објавио рад у коме се расправљало о математичким импликацијама решења негативне енергије. Решење са позитивном енергијом објаснило је експерименталне резултате, али је Дирак био заинтригиран једнако важећим решењем негативне енергије које је математички модел дозвољавао. Квантна механика није дозволила да се решење негативне енергије једноставно занемари, као што је класична механика често радила у таквим једначинама; дуално решење је подразумевало могућност да електрон спонтано скаче између позитивних и негативних енергетских стања. Међутим, таква транзиција још увек није била примећена експериментално.
Дирак је написао пратећи рад у децембру 1929. године који је покушао да објасни неизбежно решење негативне енергије за релативистички електрон. Он је тврдио да се „... електрон са негативном енергијом креће у спољашњем [електромагнетном] пољу као да носи позитивно наелектрисање“.
Роберт Опенхајмер се снажно залагао против тога да је протон решење за електрон негативне енергије за Дирацову једначину. Он је тврдио да ако би то био случај, атом водоника би се брзо самоуништавао. Убеђен Опенхајмеровим аргументом, Дирак је 1931. објавио рад који предвиђа постојање још незапажене честице коју је назвао „анти-електрон“ која би имала исту масу и супротан набој од електрона, и да би се она поништавала при контакту са електроном.
Фејнман, и раније Штјукелберг, предложили су тумачење позитрона као електрона који се креће уназад у времену, реинтерпретирајући решења Диракове једначине негативне енергије. Електрони који се крећу уназад у времену имали би позитиван електрични набој. Вилер се позвао на овај концепт да објасни идентична својства која деле сви електрони, сугеришући да су „сви они исти електрон“ са сложеном светском линијом која се самопресеца. Јоичиро Намбу је касније то применио на сву продукцију и анихилацију парова честица-античестица, наводећи да „евентуално стварање и уништење парова које се може десити с времена на време није никакво стварање или анихилација, већ само промена смера покретних честица, од прошлост у будућност, или из будућности у прошлост.“ Временско гледиште уназад се данас прихвата као потпуно еквивалентно другим сликама, али нема никакве везе са макроскопским терминима „узрок“ и „ефекат“, који се не јављају у микроскопском физичком опису.

### Експериментални трагови и откриће
Неколико извора тврди да је Дмитриј Скобелцин први пут посматрао позитрон много пре 1930. године, или чак 1923. године. Они наводе да док је користио Вилсонову маглену комору у циљу проучавања Комптоновог ефекта, Скобелцин је открио честице које су деловале као електрони, али су се савијале у супротном смеру у примењеном магнетном пољу, и да је представио фотографије са овим феноменом на конференцији у Кембриџу, 23-27. јула 1928. У својој књизи о историји открића позитрона из 1963. године, Норвуд Расел Хансон је дао детаљан приказ разлога за ову тврдњу, а одатле је можда и проистекао мит. Он је исто тако навео Скобелцијеов приговор на то у апендиксу. Касније је Скобелцин још снажније одбацио ову тврдњу, називајући је „ништа осим чисте бесмислице“.
Скобелцин је отворио пут коначном открићу позитрона са два важна доприноса: додавањем магнетног поља у своју маглену комору (1925) и откривањем наелектрисаних честица космичких зрака, за шта му је призната заслуга у Нобеловом предавању Карла Андерсона. Скобелцин је приметио вероватне трагове позитрона на сликама снимљеним 1931, али их у то време није идентификовао као такве.
Слично томе, 1929. Чунг-Јао Чао, постдипломац на Калтеху, приметио је неке аномалне резултате који су указивали да се честице понашају као електрони, али са позитивним набојем, мада су резултати били неубедљиви и феномен није био даље разматран.
Карл Дејвид Андерсон је открио позитрон 2. августа 1932, за шта је добио Нобелову награду за физику 1936. године. Андерсон није сковао термин позитрон, али је подржао предлог уредника часописа Physical Review коме је поднео свој рад о открићу крајем 1932. Позитрон је био први доказ антиматерије и откривен је када је Андерсон дозволио космичким зрацима да прођу кроз маглену комору и оловну плочу. Магнет је окруживао овај апарат, узрокујући да се честице савијају у различитим правцима на основу њиховог електричног набоја. Јонски траг који је оставио сваки позитрон појавио се на фотографској плочи са закривљеношћу која одговара односу масе и наелектрисања електрона, али у правцу који је показао да је његово наелектрисање позитивно.
Андерсон је ретроспективно написао да је позитрон могао бити откривен раније на основу дела Чунг-Јао Чаоа, само да је био праћен. Фредерик и Ирена Жолио-Кири у Паризу имали су доказе о позитронима на старим фотографијама када су Андерсонови резултати изашли, али су их одбацили као протоне.
Позитрон су такође истовремено открили Патрик Блекет и Ђузепе Окијалини у лабораторији Кевендиш 1932. Блекет и Окијалини су одложили објављивање да би добили чвршће доказе, тако да је Андерсон успео да први објави откриће.